# Cespitularia turgida
Cespitularia turgida är en korallart som beskrevs av Verseveldt 1971. Cespitularia turgida ingår i släktet Cespitularia och familjen Xeniidae. Inga underarter finns listade i Catalogue of Life.